# HMS Nelson (1927)
HMS Nelson (28) was een Brits slagschip dat samen met het zusterschip HMS Rodney (29) in de jaren twintig in dienst werd gesteld.
De Nelson was de naamgever van een klasse van twee schepen. Het schip was genoemd naar de Britse admiraal Horatio Nelson, de overwinnaar van de Zeeslag bij Trafalgar.

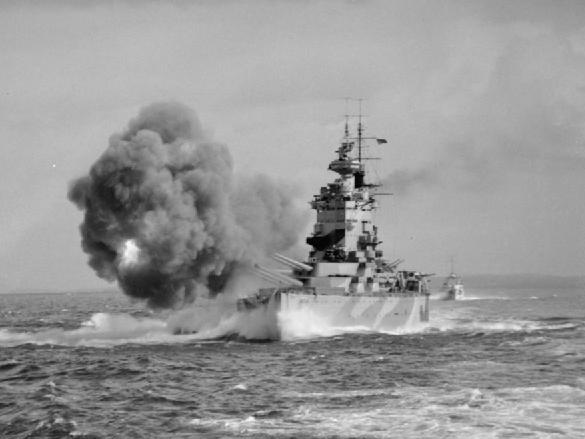
HMS Nelson tijdens schietoefeningen

## Ontwerp en bouw
HMS Nelson en HMS Rodney waren de enige Britse slagschepen die waren bewapend met 16-inch (406 mm) kanonnen. Hun ontwerp en bouw waren een uitvloeisel van de bepalingen van het Verdrag van Washington. De betrokken landen kwamen een bouwstop van tien jaar overeen voor nieuwe slagschepen, maar de Britten mochten niettemin twee nieuwe schepen bouwen. De reden hiervan was dat de Amerikanen en Japanners al over schepen met 16-inch geschut beschikten en de Britten nog niet verder waren gevorderd dan het ontwerpen van dergelijke slagschepen.
Het vlootverdrag beperkte de waterverplaatsing van slagschepen tot maximaal 35.000 ton. Hierdoor was het niet mogelijk het ontwerp voor het N3 slagschip of de G3 slagkruiser te gebruiken. Bij het ontwerp van de Nelsonklasse werd wel gebruikgemaakt van de ervaringen die waren opgedaan met het ontwerpen van de eerder genoemde schepen.
Teneinde de lengte van de pantsergordel – en dus de waterverplaatsing – binnen de perken te houden, werd de gehele hoofdbewapening van negen kanonnen in drie drielingtorens op het voorschip geplaatst. De bovenbouw en de secundaire bewapening werden op het achterschip geplaatst. Deze opstelling vond later navolging bij de Franse Dunkerqueklasse en de Richelieuklasse slagschepen.

## Levensloop
De kiellegging vond plaats in december 1922 bij de werf van Armstrong-Withworth. De tewaterlating gebeurde in september 1925. Twee maanden later, in november 1925, werd de HMS Rodney te water gelaten bij de Cammell Lairdscheepswerf. Bij de bouw werd gebruikgemaakt van de restanten van de HMS Anson en de HMS Howe. Dit waren oorspronkelijk zusterschepen van HMS Hood waarvan de bouw aan het einde van de Eerste Wereldoorlog was geannuleerd. De bouwkosten bedroegen 7.504.000 Britse pond.
HMS Nelson werd het vlaggenschip van de Home Fleet. In 1931 heeft de bemanning van de beide slagschepen deelgenomen aan de Invergorden Muiterij. Op 12 januari 1934 strandde de Nelson op de zandbank van Hamilton, net buiten Portsmouth toen het met andere schepen van de Home Fleet onderweg was naar West-Indië.
HMS Nelson werd in de jaren 1930 gemoderniseerd. Toen in september 1939 de Tweede Wereldoorlog uitbrak maakte HMS Nelson deel uit van de Home Fleet. Op 25 en 26 september was het schip betrokken bij de bergingsoperatie van de onderzeeboot HMS Spearfish. HMS Nelson kwam in oktober in actie op de Noordzee toen zij probeerde een Duitse formatie van kruisers en torpedobootjagers te schaduwen, die er echter in slaagde het slagschip van zich af te schudden. Op 30 oktober werd het schip in de buurt van de Orkneyeilanden zonder succes aangevallen door de U-56 onder bevel van luitenant-ter-zee Wilhelm Zahn. De HMS Nelson opereerde samen met HMS Rodney en HMS Hood. HMS Rodney werd hierbij geraakt door drie torpedo's die echter niet tot ontploffing kwamen.
De HMS Nelson voerde later opnieuw een vruchteloze zoektocht uit naar de Duitse slagschepen Scharnhorst en Gneisenau. Op 4 december 1939 liep de HMS Nelson vlak onder de Schotse kust op een zeemijn die door was gelegd door de U-31 die onder bevel stond van Kapitänleutnant Johannes Habekost. Ze moest het dok in voor herstelwerkzaamheden en was tot augustus 1940 buiten gevecht gesteld.
Toen de HMS Nelson weer gevechtsklaar was werd ze ingezet in het Het Kanaal. Van april tot juni 1941 begeleidde ze konvooien op de Atlantische Oceaan. Eind mei bevond de Nelson zich in Freetown toen ze order kreeg op te stomen naar Gibraltar. Terwijl ze hiernaar op weg was, kreeg ze het bevel jacht te maken op de Bismarck. In juni 1941 was het schip opnieuw in Gibraltar en maakte daar deel uit van Force H. Dit eskader kwam in actie in de Middellandse Zee. Op 27 september 1941 liep het schip zware averij op als gevolg van een torpedotreffer. Ze moest weer naar Groot-Brittannië om daar in dok te gaan. Ze was tot mei 1942 buiten gevecht gesteld. In augustus 1942 werd de HMS Nelson het vlaggenschip van Force H en begeleidde ze konvooien van en naar Malta.
De HMS Nelson nam in november 1942 deel aan Operatie Toorts nabij Algerije. In juli 1943 was ze betrokken bij de invasie van Sicilië. In september 1943 verleende ze vuursteun bij de invasie van Salerno door het uitvoeren van kustbeschietingen. Op 29 september 1943 werd aan boord van HMS Nelson de Italiaanse overgave getekend door generaal Eisenhower en maarschalk Pietro Badoglio.
HMS Nelson keerde in november 1945 terug naar Groot-Brittannië, als het vlaggenschip van de Home Fleet. Vanaf juli 1946 deed ze dienst als schoolschip. In februari 1948 werd het schip uit dienst gesteld. Later werd ze nog een paar maanden gebruikt als doelschip voor schietoefeningen. Op 15 maart 1949 werd ze samen met haar zusterschip HMS Rodney gesloopt te Inverkeithing.

## HMS Nelson(28), (1925)
- Klasse: Slagschip – Nelsonklasse

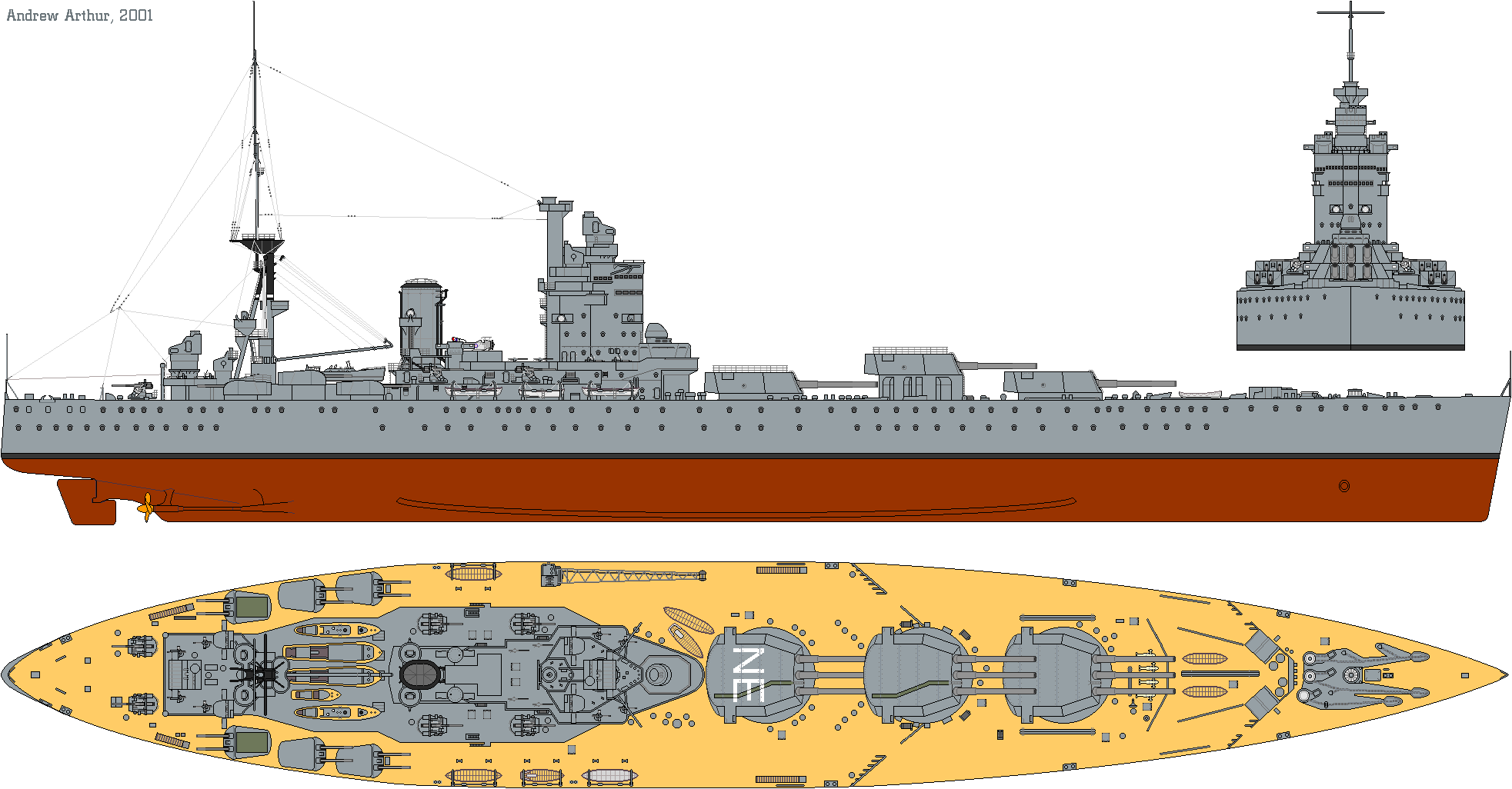
Scheepsprofiel van HMS Nelson (28). HMS Rodney (29) had hetzelfde scheepsprofiel.

- Gebouwd: 28 december 1922 – Armstrong-Withworth, Birkenhead, Cammell Lairdscheepswerf.
- Tewaterlating: 3 september 1925
- In dienst gesteld: 10 september 1930–1948
- Ontmanteld: februari 1948
- Geschrapt: 1948
- Gesloopt: 15 maart 1949

### Algemene kenmerken
- Waterverplaatsing: 33.950 ton (39.000 ton volledig beladen)
- Lengte: 710 voet – 220 m
- Breedte: 106 voet – 32 m
- Diepgang: 33 voet – 10 m
- Aandrijving: 8 Admiralty 3-cilinder met stookolie gestookte stoomketels, 2 Brown-Curtis enkel verminderde gerichte stoomturbines, 2 assen en 2 schroeven
- Vermogen: 45.000 pk (34 MW)
- Snelheid: 23,5 knopen (33,05 km/h)
- Reikwijdte: 7.000 zeemijl bij 16 knopen (13.000 km bij 30 km/h)
- Bemanning: 1.361 manschappen

### Bewapening
- (1945) 3 x 3 = 9 x BL 16-inch (406,4 mm) Mk I kanonnen
- 6 x 2 = 12 x 6-inch (150 mm) kanonnen
- 6 x 1 = 6 x 4,7-inch (102 mm) kanonnen
- 6 x 8 = 48 x QF 2-ponder luchtafweer snelvuurkanonnen
- 16 x 40 mm luchtafweer snelvuurkanonnen
- 61 x 20 mm luchtafweer snelvuurkanonnen
- Uitrusting: 14-inch (360 mm) midscheepsmachinegeweren (6,75-inch (171 mm) aan dek)
- 16-inch (410 mm) aan de torenzijde
- 13,4-inch (340 mm) torenzijde
- Geen vliegtuigkatapult
- 1 vliegtuig